# 阿布山组
阿布山组是位于中国西藏阿布山一带的上白垩世地层，1986年由西藏地质矿产局区域地质调查大队吴瑞忠等命名。该地层以红色砂岩、砾岩为主，间夹砂砾岩、泥灰岩等。